# Granjas Fátima
Granjas Fátima är en ort i Mexiko.   Den ligger i kommunen Aguascalientes och delstaten Aguascalientes, i den centrala delen av landet, 400 km nordväst om huvudstaden Mexico City. Granjas Fátima ligger 1 854 meter över havet och antalet invånare är 492.
Terrängen runt Granjas Fátima är huvudsakligen platt, men åt nordväst är den kuperad. Runt Granjas Fátima är det tätbefolkat, med 459 invånare per kvadratkilometer. Närmaste större samhälle är Aguascalientes, 13,1 km nordost om Granjas Fátima. Trakten runt Granjas Fátima består till största delen av jordbruksmark.